# プリマス郡 (マサチューセッツ州)
プリマス郡（英: Plymouth County）は、アメリカ合衆国マサチューセッツ州の南東部に位置する郡である。人口は53万0819人（2020年）。郡庁所在地はプリマスとブロックトンの2つである。プリマス郡は1685年にプリマス植民地議会によって設立された。プリマス植民地は1691年にマサチューセッツ湾植民地と合併した。

## 郡政府と政治
郡政府の行政権は郡政委員会に与えられている。郡政委員会は3人の委員で構成され、2013年時点で共和党員1人、民主党員2人である。土地登記官、財務官、保安官が選挙で選ばれる郡の役人である。

### 郡章
プリマス郡の郡章は1931年3月31日に州法の下に採用された。図案はノースシチュエイトのフレデリック・T・ベイリーがデザインしており、当時は長年努めた郡政委員会の議長だった。
| 年     | 民主党        | 共和党        |
| ------ | ------------- | ------------- |
| 2012年 | 51.3% 129,577 | 47.5% 119,833 |
| 2008年 | 52.8% 131,817 | 45.2% 112,904 |
| 2004年 | 53.7% 125,178 | 45.3% 105,603 |
| 2000年 | 54.5% 115,376 | 39.1% 82,751  |

| 民主党 | 97,233  | 29.61% |
| 共和党 | 45,832  | 13.96% |
| 無党派 | 183,244 | 55.80% |
| 少数党 | 2,092   | 0.64%  |
| 合計   | 328,401 | 100%   |

## 地理

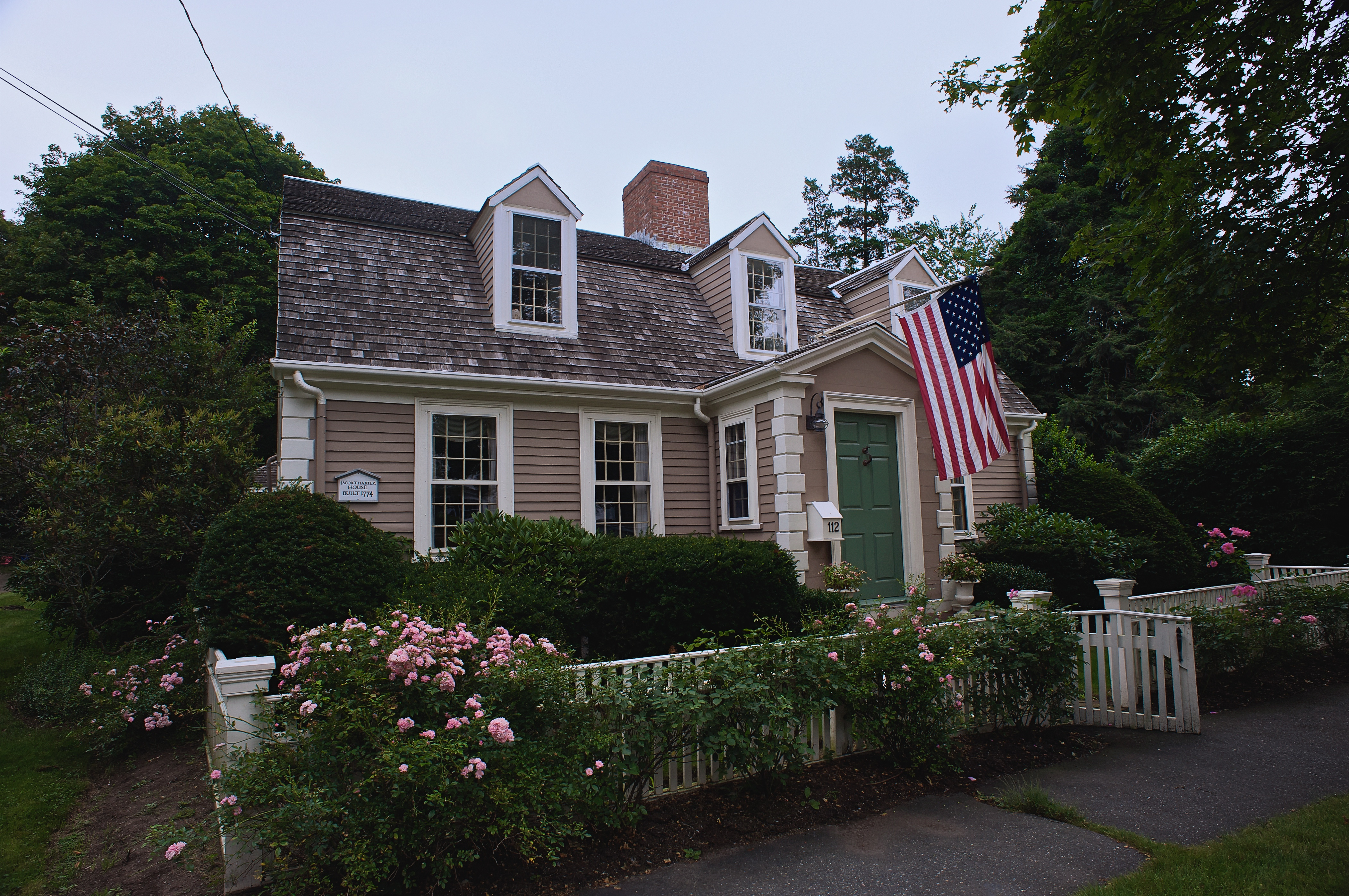
ジェイコブ・タクスター邸、ヒンガム

アメリカ合衆国国勢調査局に拠れば、郡域全面積は1093.39平方マイル (2,831.9 km2)であり、このうち陸地660.85平方マイル (1,711.6 km2)、水域は432.54平方マイル (1,120.3 km2)で水域率は39.56%である。

### 隣接する郡
- ノーフォーク郡 - 北
- バーンスタブル郡 - 南東
- ブリストル郡 - 西

郡内のヒンガムとハルの町は北のノーフォーク郡内に伸びており、マサチューセッツ湾に面し、サフォーク郡との水上の郡境がある。

### 国立保護地域
- ボストン港諸島国立レクリエーション地域（部分）
- マサソイト国立野生生物保護区

## 人口動態
以下は2000年国勢調査による人口統計データである。
| 基礎データ - 人口: 472,822 人 - 世帯数: 168,361 世帯 - 家族数: 122,398 家族 - 人口密度: 276人/km2（716人/mi2） - 住居数: 181,524 軒 - 住居密度: 106軒/km2（275軒/mi2） 人種別人口構成 - 白人: 88.70% - アフリカン・アメリカン: 4.56% - ネイティブ・アメリカン: 0.21% - アジア人: 0.92% - 太平洋諸島系: 0.02% - その他の人種: 3.06% - 混血: 2.52% - ヒスパニック・ラテン系: 2.44% 先祖による構成 - アイルランド系：28.0%（国内でも最大クラス） - イタリア系：12.8% - イギリス系：10.6% - アメリカ人：5.1% 言語による構成 - 英語：90.1% - スペイン語：2.5% - ポルトガル語：2.3% - フランス系クレオール語：1.5% - フランス語：1.0% | 年齢別人口構成 - 18歳未満: 26.8% - 18-24歳: 7.2% - 25-44歳: 30.4% - 45-64歳: 23.9% - 65歳以上: 11.8% - 年齢の中央値: 37歳 - 性比（女性100人あたり男性の人口） - 総人口: 95.0 - 18歳以上: 91.3 世帯と家族（対世帯数） - 18歳未満の子供がいる: 36.3% - 結婚・同居している夫婦: 57.0% - 未婚・離婚・死別女性が世帯主: 11.9% - 非家族世帯: 27.3% - 単身世帯: 22.2% - 65歳以上の老人1人暮らし: 9.0% - 平均構成人数 - 世帯: 2.74人 - 家族: 3.23人 収入と家計 - 収入の中央値 - 世帯: 55,615米ドル（2007年推計では70,335ドル） - 家族: 65,554米ドル（2007年推計では82,560ドル） - 性別 - 男性: 45,535米ドル - 女性: 31,389米ドル - 人口1人あたり収入: 24,789米ドル - 貧困線以下 - 対人口: 6.6% - 対家族数: 4.9% - 18歳未満: 8.3% - 65歳以上: 7.9% |

## 都市と町
行政上、村は町に含まれる。
| - ブロックトン市 - 郡庁所在地 - プリマス町 - 郡庁所在地 - ノースプリマス村 - マノメット村 - シーダービル村 - チルトンビル村 - ウェストプリマス村 - サウスプリマス村 - エリスビル村 - サキッシュ村 - ホワイトアイランドショアーズ村 - プリマスセンター村 - ブリッジウォーター町 - アビントン町 - カーバー町 - サウスカーバー村 - ダックスベリー町 - シーダークレスト村 - サウスダックスベリー村 - イーストブリッジウォーター町 - エルムウッド村 - ハリファックス町 - ハノーバー町 - ハンソン町 - モンポンセット村 - ヒンガム町 - アコード村 - ハル町 - キングストン町 - レイクビル町 - ノースレイクビル村 - マリオン町 - マリオンセンター村 | - マーシュフィールド町 - ブラントロック村 - グリーンハーバー村 - マーシュフィールドヒルズ村 - オーシャンブラフ村 - マタポイセット町 - マタポイセットセンター村 - ミドルボロ町 - ミドルボロセンター村 - ネマスケットビレッジ村 - ティティカットキャンプビレッジグリーン村 - ノースミドルボロ村 - ロックビレッジ村 - サウスミドルボロ村 - ノーウェル町 - ペンブローク町 - ノースペンブローク村 - ブライアントビル村 - プリンプトン町 - ロチェスター町 - ノースロチェスター村 - ロックランド町 - シチュエイト町 - グリーンブッシュ村 - ノースシチュエイト村 - ウェアハム町 - オンセット村 - ウェアハムセンター村 - ウェストウェアハム村 - ウィウェアンティック村 - ウェストブリッジウォーター町 - ウィットマン町 |

## メディア

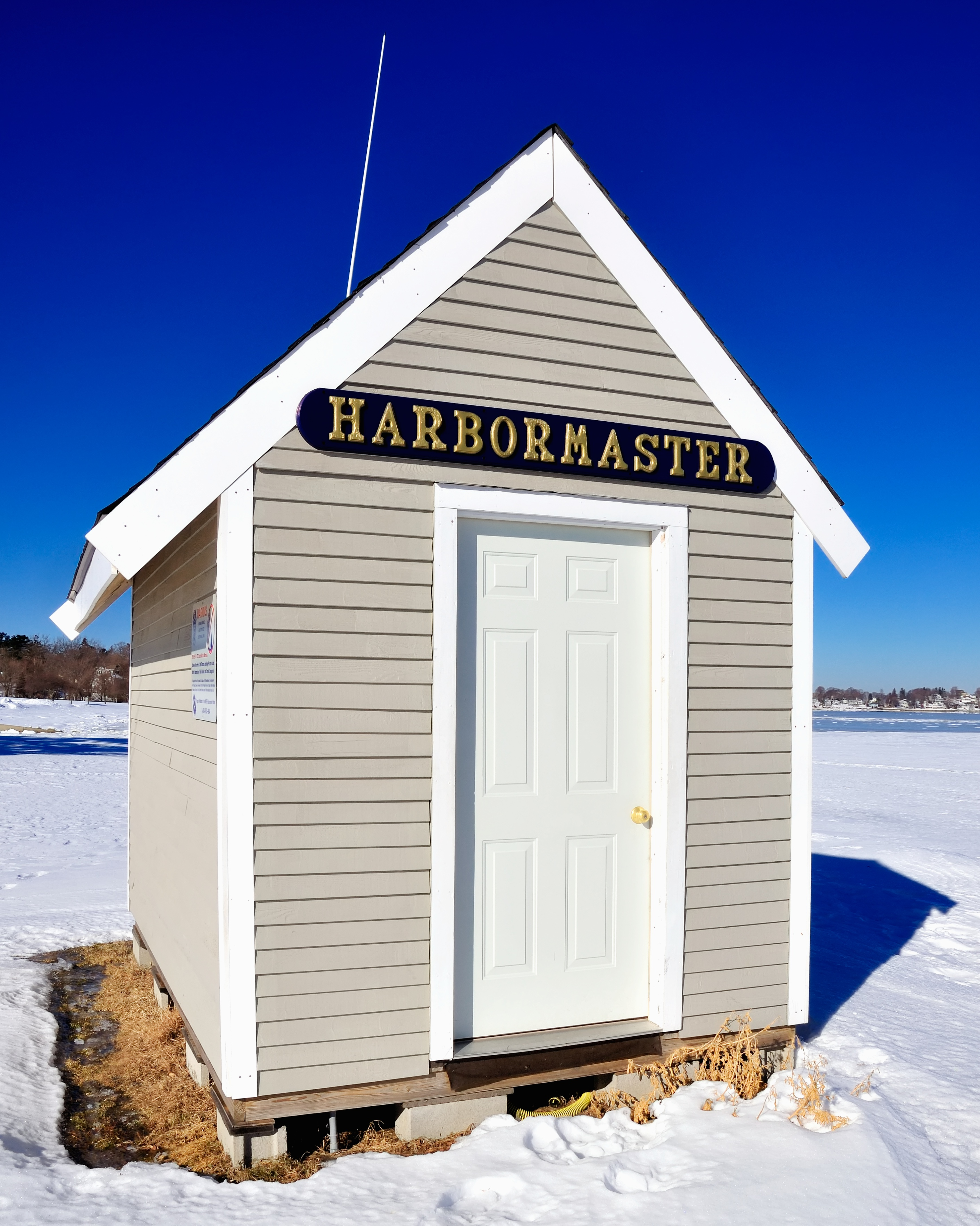
ヒンガム港のマスター小屋

プリマス郡はボストンとプロビデンス両方のメディア市場に入っている。郡内にテレビ局は無い。ラジオはFM放送が7局、AM放送が4局ある。最初にラジオが放送されたのは1906年にマーシュフィールド町のブラントロックからだった。
郡内で発行される唯一の日刊紙は「ブロックトン・エンタープライズ」である。ただし、「クインシー・パトリオット・レッジャー」が広く購読されている。
週刊紙は多くのものが発行されており、その多くはプリマスのメモリアル・プレス・グループが発行していたが、2006年にゲイトハウス・メディアに買収された。その中でも「オールド・コロニー・メモリアル」は1822年に創刊されたニューイングランドでも最古の継続して発行されている週刊紙である。